# 霍爾茨巴赫河 (埃爾夫特河支流)
50°35′59.33″N 6°47′47.22″E / 50.5998139°N 6.7964500°E
霍爾茨巴赫河（德語：Holzbach），是德國的河流，位於該國西部，處於北萊茵-威斯特法倫州，屬於埃爾夫特河的右支流，河道全長2.6公里，流域面積4.8平方公里。